# Chersina angulata
Chersina angulata là một loài rùa trong họ Testudinidae. Loài này được Schweigger mô tả khoa học đầu tiên năm 1812.

## Hình ảnh

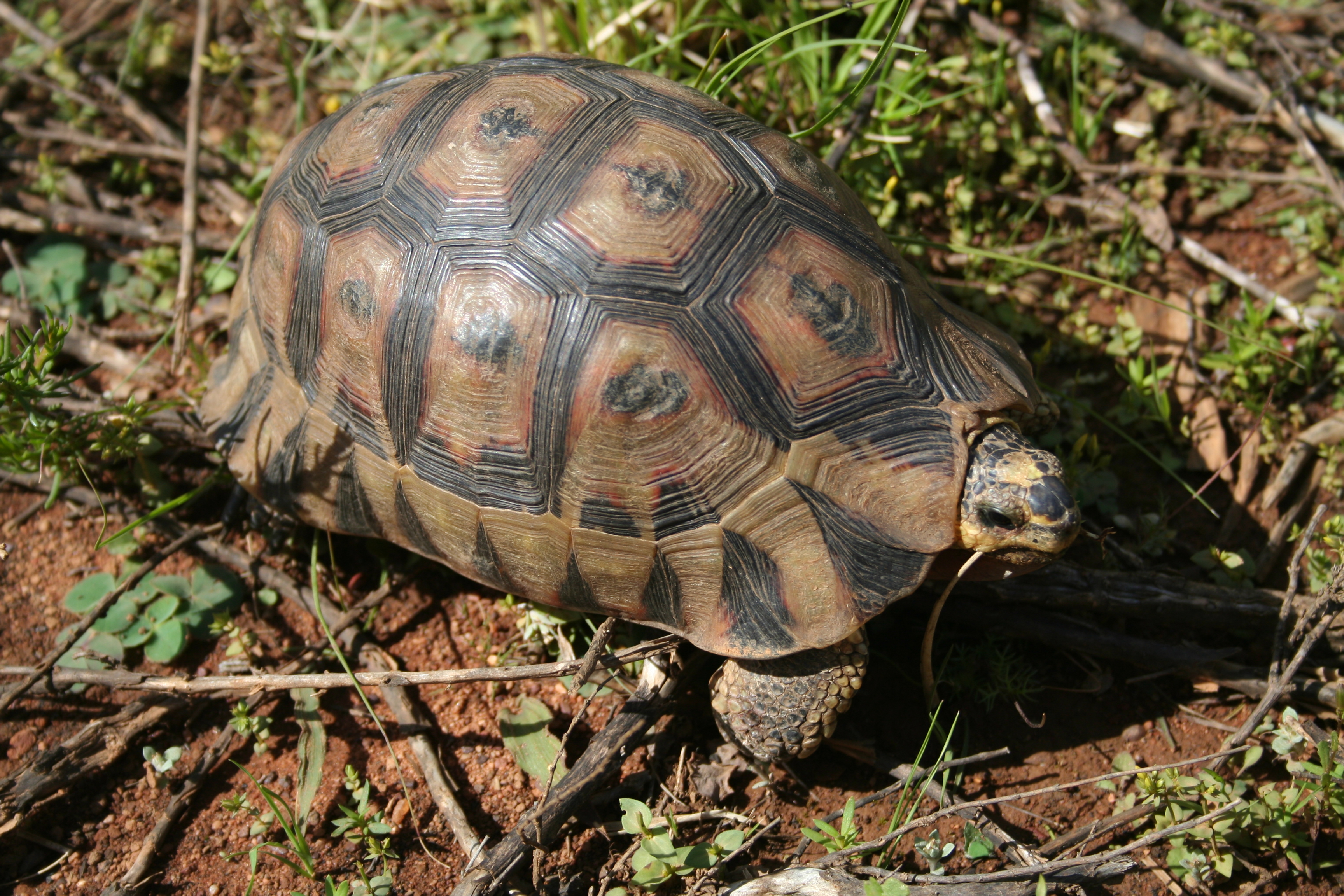
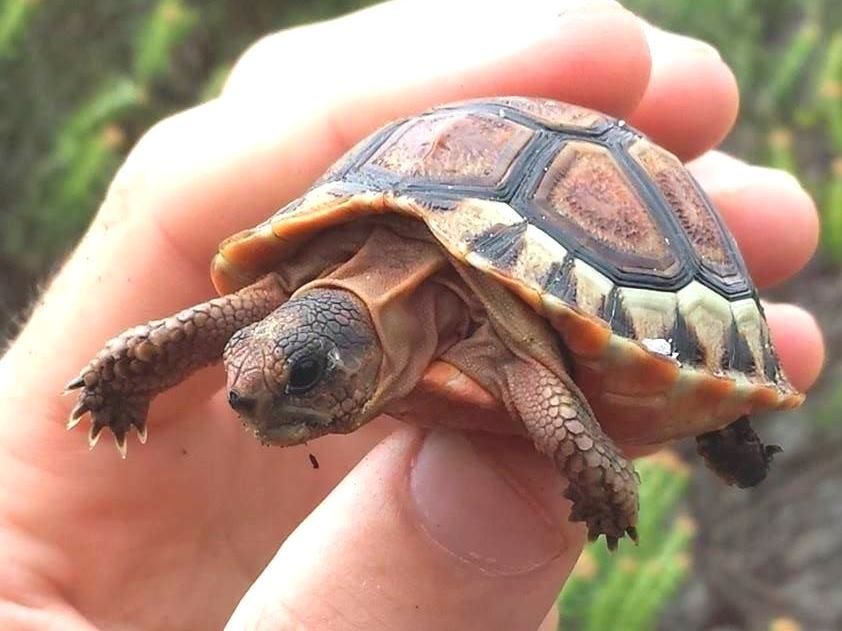
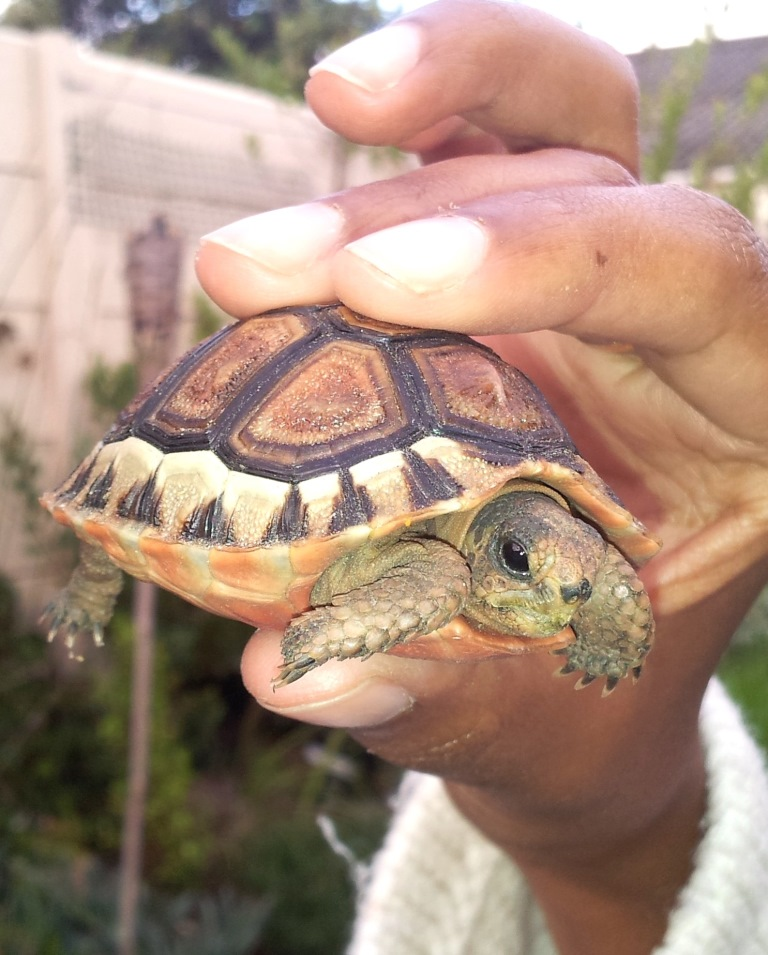
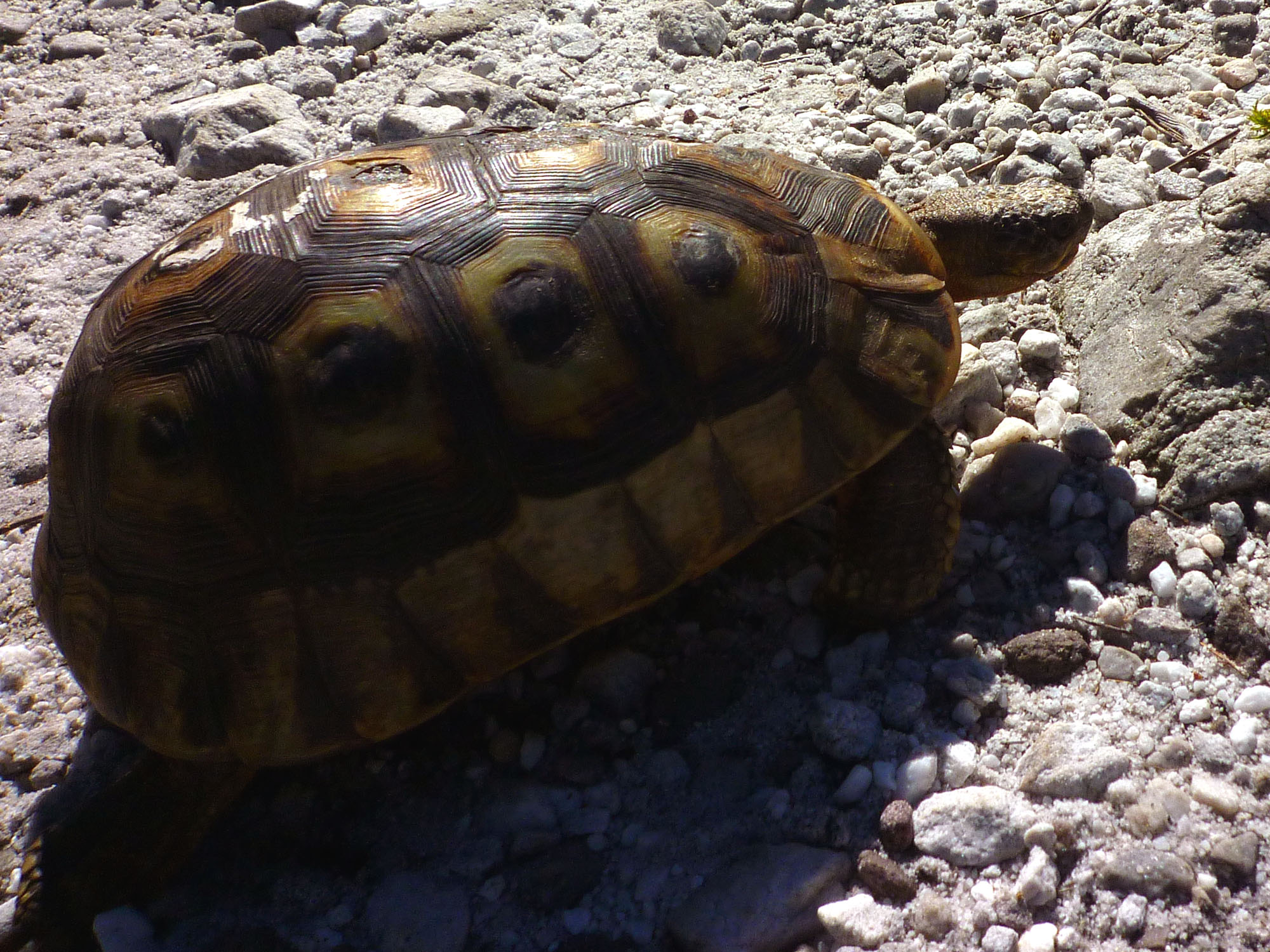